# Daniel Caduff
Daniel Caduff (9 gennaio 1968) è un ex sciatore alpino svizzero.

## Biografia
Caduff, specialista delle prove veloci originario di Laax, debuttò in campo internazionale in occasione dei Mondiali juniores di Jasná 1985; in Coppa del Mondo ottenne il primo piazzamento l'11 dicembre 1992 in Val Gardena in discesa libera (56º), conquistò il miglior risultato il 20 marzo 1993 a Kvitfjell nella medesima specialità (12º) e prese per l'ultima volta il via il 21 gennaio 1995 a Wengen ancora in discesa libera (55º). Si ritirò al termine di quella stessa stagione 1994-1995 e la sua ultima gara fu una discesa libera FIS disputata l'11 aprile ad Altenmarkt-Zauchensee; non  prese parte a rassegne olimpiche o iridate.

## Palmarès

### Coppa del Mondo
- Miglior piazzamento in classifica generale: 79º nel 1993

### Coppa Europa
- Miglior piazzamento in classifica generale: 6º nel 1992

### Campionati svizzeri
- 1 medaglia (dati parziali fino alla stagione 1994-1995):
  -  1 oro (supergigante nel 1993)[senza fonte]